# Micropontica annae
Micropontica annae (лат.) — вид брюхоногих моллюсков из семейства клаузилиид (Clausiliidae) отряда стебельчатоглазых. Включён в Красную книгу Краснодарского края. Статус 3 — «Редкий».

## Описание
Вид раковины — башневидно-веретеновидная с крупными широко расставленными ребрами. Устье у раковины небольшое, сильно выступающее. Размеры: высота раковины 8,7—10,8 мм; ширина 2,5—2,7 мм; высота устья 1,9—2 мм; ширина устья 1,5—1,6 мм. Питается гифами грибов и лишайниками.
Данный вид был обнаружен только на Западном Кавказе. Обитает в пределах Лагонакского хребта между горами Житная и Матук. Населяет щели известняковых скал субальпийского и альпийского поясов на высотах 1800—2000 м над уровнем моря.
Численность группы не превышает нескольких десятков особей разных возрастов. Динамика численности не установлена, поэтому необходим мониторинг состояния популяции.
Необходимо включение в перечень охраняемых объектов КГПБЗ[что?], усиление охранного режима на северо-западной границе КГПБЗ.